# Diocesi di Platamone
La diocesi di Platamone (in latino: Dioecesis Platamonensis) è una sede soppressa e sede titolare della Chiesa cattolica.

## Storia
Platamone, identificabile con la città di Platamonas nell'unità periferica di Pieria in Grecia, è un'antica sede vescovile della provincia romana della Macedonia Prima nella diocesi civile omonima, suffraganea dell'arcidiocesi di Tessalonica.
Michel Le Quien parla della sede di Platamone unita a quella di Licostomio. Le due sedi unite sono documentate in una sola Notitia Episcopatuum del patriarcato, attribuita agli inizi del XV secolo, poco prima della caduta di Costantinopoli in mano ottomana. Nessun vescovo comunque è tramandato dalla tradizione, per nessuna delle due sedi, nel primo millennio cristiano.
Dal 1933 Platamone è annoverata tra le sedi vescovili titolari della Chiesa cattolica; la sede finora non è mai stata assegnata.